# Eduard Bork
Eduard Christian Wilhelm Carl Albert Bork (* 6. Juli 1833 in Altenschlirf; † 24. August 1893 Marburg) war ein deutscher Jurist und Mitglied des Preußischen Abgeordnetenhauses.

## Leben
Bork wurde  1833 als Sohn eines Physikatsarztes geboren und studierte nach dem Besuch des Gießener Gymnasiums Rechtswissenschaften an der Universität Gießen. 1852 wurde er Mitglied der Burschenschaft Germania Gießen. Seinen Militärdienst leistete er im 2. Hessischen Infanterie-Regiment. Ab 1855 wurde er Akzessist am Hofgericht Gießen und legte Ostern 1858 das zweite Staatsexamen ab. Während der Mobilmachung 1859 wurde er zum Sekondeleutnant befördert. Nach seinem Studium wurde er 1864 Hofgerichts-Advokat in Gießen und 1867 Amtsrichter am Amtsgericht Biedenkopf. Er arbeitete von 1877 bis 1882 als Oberamtsrichter, wurde 1879 Landgerichtsrat am Landgericht Marburg und war Mitglied der Bezirkssynode. Von 1877 bis 1882 und von 1886 bis 1892 gehörte er dem Preußischen Abgeordnetenhaus für den Wahlkreis Biedenkopf (Hessen-Nassau, Wiesbaden 1) an. 1892 legte er sein Mandat nieder. Er war Mitglied der Nationalliberalen Partei.